# Bedřich Bogumský

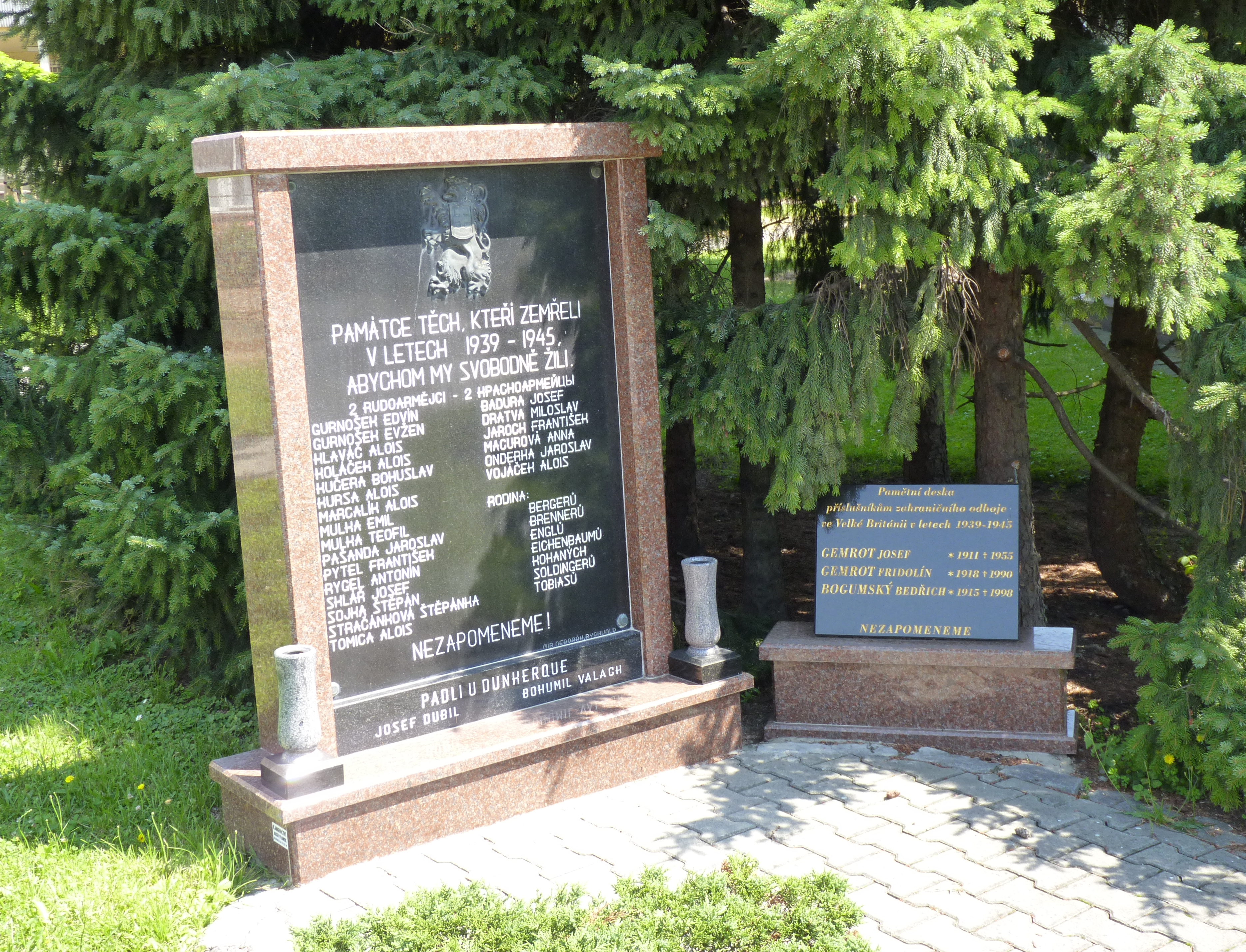
Rychvald, památník u městského úřadu

Bedřich Bogumský (17. listopadu 1915 Rychvald  – 21. října 1998 Evington) byl český palubní střelec 311. československé bombardovací perutě.

## Život

### Před druhou světovou válkou
Bedřich Bogumský se narodil 17. listopadu 1915 v Rychvaldu na Karvinsku. V Orlové vystudoval dvouletou obchodní školu. Prezenční vojenskou službu absolvoval mezi lety 1935 a 1937 u Pěšího pluku 31 v Jihlavě, ke stejnému pluku byl povolán i v rámci Všeobecné mobilizace na podzim 1938. Po Mnichovské dohodě a anexi rodného Rychvaldu Polskem byl jako občan okupovaného území z armády propuštěn, protože mu ale hrozilo zatčení polskou policií, k jednotce se vrátil.

### Druhá světová válka
Po německé okupaci opustil Bedřich Bogumský v červnu 1939 Protektorát Čechy a Morava a přes Polsko zamířil do Francie. Zde vstoupil do cizinecké legie, po vypuknutí druhé světové války byl ze závazku uvolněn a přeřazen ke vznikající Československé armádě v zahraničí. Byl přičleněn k 1. československé pěší divizi, ale zažádal si o přeložení k letectvu. Po pádu Francie v červnu 1940 se evakuoval do Spojeného království. Zde byl přijat do Royal Air Force a zařazen k 311. československé bombardovací peruti, kde absolvoval střelecký výcvik. Z důvodu onemocnění plic byl jeho nástup k operační službě pozdržen. K prvnímu operačnímu turnusu nastoupil 5. července 1942 a dokončil jej 25. srpna 1943. Jako zadní střelec se účastnil protiponorkových hlídkových letů nad oceánem. Ze zdravotních důvodů sloužil do konce války u pozemního personálu. Oženil se s anglickou dívkou.

### Po druhé světové válce
Do Československa se Bedřich Bogumský vrátil v srpnu 1945. Po komunistickém převratu odešel v roce 1948 opět do Spojeného království, kde do odchodu do důchodu v roce 1980 pracoval u obchodní firmy. V roce 1973 se stal vdovcem. V roce 1990 byl povýšen do hodnosti podplukovníka ve výslužbě. Zemřel 21. října 1998 v Evingtonu.